# Harry Helenius
Harry Gustaf Helenius (* 22. Juni 1946 in Oulu; † 14. März 2019 in Helsinki) war ein finnischer Diplomat.

## Leben
Helenius wurde als Sohn einer finnlandschwedischen Familie geboren. 1965 legte er sein Abitur an der Nya Svenska Läroverket in Helsinki ab. Er studierte Philosophie an der Universität Helsinki und trat 1973 in den diplomatischen Dienst Finnlands ein. Von 1974 bis 1975 wirkte er als Attaché am finnischen Konsulat in Rouen in Frankreich. Er kehrte dann nach Finnland zurück und arbeitete bis 1976 als Attaché im finnischen Außenministerium. Es folgte dann bis 1978 ein Einsatz als Attaché an der finnischen Botschaft in Moskau in der Sowjetunion. Von 1978 bis 1981 arbeitete er als zweiter Sekretär an der finnischen Botschaft in Madrid in Spanien, bis er als erster Sekretär in das Ministerium für auswärtige Angelegenheiten nach Finnland zurückkehrte. 1983 übernahm er die Funktion als Generalsekretär des Komitees für wissenschaftlich-technische Zusammenarbeit zwischen Finnland und der Sowjetunion im Außenministerium. Von 1986 bis 1988 war er als Botschaftsrat an der KSZE-Folgekonferenz in Wien tätig. Im Jahr 1988 wurde er als Gesandter-Botschaftsrat für Handel und Wirtschaft an die Botschaft nach Moskau geschickt. 1991 wurde er Leiter des Referats für Russland, Mittel- und Osteuropa im Außenministerium. 1995 ging er als Gesandter an die finnische Botschaft in Stockholm in Schweden.
1998 wurde er finnischer Generalkonsul im russischen St. Petersburg. Von 2001 bis 2003 war er Leiter der Unterabteilung des Außenministeriums für Osteuropa und 2003 bis 2004 Leiter der Ostabteilung. 2004 bis 2008 war er finnischer Botschafter in Moskau in Russland. Ab dem 1. Juni 2008 wurde er Botschafter in Deutschland. Es schloss sich von 2011 bis 2014 eine Tätigkeit als Botschafter in Schweden an.
Neben seiner Muttersprache Schwedisch sprach er auch Finnisch, Deutsch, Englisch, Russisch und Spanisch.
Er war verheiratet und Vater zweier Kinder. 